# Lepidurus bilobatus
Lepidurus bilobatus är en kräftdjursart som beskrevs av Alpheus Spring Packard 1883. Lepidurus bilobatus ingår i släktet Lepidurus och familjen Triopsidae. Inga underarter finns listade i Catalogue of Life.